# Karin Huldt
Karin Lovisa Huldt Björnberg, född Huldt 1 oktober 1979, är en svensk skådespelare. 
Huldt studerade vid Teaterhögskolan i Malmö 1998–2002. Innan dess filmdebuterade hon 1995 i kortfilmen Som krossat glas i en hårt knuten hand och i Bo Widerbergs långfilm Lust och fägring stor. 2002 spelade hon rollen som Jill i SVT:s serie Cleo och 2008 en patient i filmen Valborg.
Hon har varit verksam vid bland annat Dramaten, Ung scen/öst, Hallands musik och teater, Malmö stadsteater, Skillinge Teater och Västmanlands teater.

## Filmografi
- 1995 – Som krossat glas i en hårt knuten hand
- 1995 – Lust och fägring stor
- 2002–2003 – Cleo (TV-serie) (9 episoder)
- 2008 – Valborg

## Teater

### Roller
| År   | Roll               | Produktion                            | Regi             | Teater   |
| ---- | ------------------ | ------------------------------------- | ---------------- | -------- |
| 2005 | Prinsessan Desirée | Ruttet - ett prinsessliv Sofia Fredén | Elisabeth Frick  | Dramaten |
| 2007 | Husa               | Ett dockhem Henrik Ibsen              | Sofia Jupither   | Dramaten |
| 2011 | Bästis             | En egen ö Laura Ruohonen              | Jenny Andreasson | Dramaten |